# Дочь улицы (фильм)
''«Дочь улицы»'' («Ашантка», «Дочь города») (1916) — немой художественный фильм Владимира Гардина по сюжету одноимённой театральной пьесы. Фильм вышел на экраны 18 октября 1916 года. Он не сохранился.

## Сюжет
Уличная девочка сходится с миллионером и вместе с его лакеем пытается его ограбить. Пытаясь совершить ограбление, уличная дочь и лакей взбирались на двенадцатый этаж по водосточным трубам и пожарным лестницам. Женщина, пойманная другом покровителя, упала с двенадцатого этажа и разбилась насмерть. Лакей спасся от преследователей бегством по крышам.

## В ролях
- Л. Ирэн — Настя, продавщица газет
- С. Головин — Савельев, богач
- В. Васильев — Казимир, лакей
- А. Вырубов — Вересанов, художник

## Производство
Фильм снимался на крыше московского небоскрёба, на котором и находилась киностудия.
Финальная сцена погони на небоскрёбе была взята из американских трюковых фильмов.